# Georg Strobl
Georg Strobl (Monaco di Baviera, 9 febbraio 1910 – Monaco di Baviera, 10 maggio 1991) è stato un hockeista su ghiaccio tedesco.

## Palmarès

### Olimpiadi invernali
- Bronzo a Lake Placid 1932 nell'hockey su ghiaccio.